# Диспач
Диспач (англ. Despatch — відправлення) — винагорода, яка може бути встановлена угодою сторін і сплачується перевізником фрахтувальнику за завершення вантаження судна до закінчення сталійного часу.
Якщо вантажно-розвантажувальні роботи будуть завершені раніше передбаченого договором часу, то відправник має право на компенсацію зусиль власника щодо дострокового завершення вантажних операцій. Зазвичай, диспач дорівнює половині демереджу (компенсація за порушення сталійного часу).
Диспач є найпоширенішим у суховантажних перевезеннях і зазвичай не входить до складу чартерних угод у сегментах танкерів або газу.

## Сутність
Диспач означає час, який судновласник зміг заощадити, оскільки фрахтувальник виконав вантажні операції швидше, ніж очікувалося/узгоджено, і зміг відправити судно швидше, що на користь судновласника. Диспач — це свого роду бонус або винагорода за ефективне виконання робіт.

## Методи розрахунку диспачу
Існує два основні методи розрахунку диспачу:
- Час диспача вважається календарними днями від моменту закінчення вантажних операцій до моменту закінчення сталійного часу (WTS);
- З усього врятованого часу віднімаються неробочі дні. Диспач за робочий врятований час відповідно менше ніж диспач за весь врятований час (ATS).

Диспач = врятовані робочі дні (або усі врятовані дні) * коефіцієнт диспачу
Таким чином, оплата диспача за робочий врятований час краща для судновласника, тоді як фрахтувальники віддають перевагу формулі всього врятованого часу.